# Inspecteur Duflair
Pour l’article homonyme, voir L'Inspecteur Duflair (série télévisée).
L'inspecteur Duflair (Detective Casey en version originale) est un personnage de fiction de l'univers de Mickey Mouse créé en 1938 par Merrill De Maris et Floyd Gottfredson pour les studios Disney. Adjoint du commissaire Finot, chef de la police de Mickeyville, il est aussi sûr de lui qu'incapable de résoudre la moindre affaire, ce qui contraint son supérieur à faire régulièrement appel à Mickey Mouse.
Il fait sa première apparition en 1938 dans un comic strip quotidien de Mickey, The Plumber's Helpers. Le 20 mai 1939 dans Attention au fantôme noir ! (Mickey Mouse Outwits The Phantom Blot), il est affecté sous les ordres du commissaire Finot et marque dès le début son incapacité à démasquer seul les criminels qui sévissent à Mickeyville. C'est d'ailleurs dans cette même histoire que l'un des plus dangereux d'entre eux fait également ses débuts : le Fantôme noir (Phantom Blot en version originale). À partir des années 1950, il a été utilisé régulièrement dans les histoires italiennes et françaises.

## Nom dans différents pays
- Allemagne : Inspektor Issel
- Angleterre : Detective Casey
- Brésil : Comissário Joca
- Chine : 卡西 侦探
- Danemark : Inspektør Snus
- Espagne : Cirilez
- Finlande : Kaasi
- France : Duflair, Casey, Manetta
- Grèce : Ντετέκτιβ Τζάκ
- Italie : Manetta
- Japon : イッセル刑事
- Norvège : Politifullmektig Olsen, Magne
- Pays-Bas : Zaaks, Jansen, Pietersen, Van Puffelen
- Pologne : Inspektor Caydana
- Russie : Детектив Кейси
- Suède : Klovén